# ラムシャンプー
ラムシャンプーは、かつてプロダクション人力舎で活動していたお笑いコンビ。2007年10月29日解散。

## メンバー
- 池田 宜敬（いけだ よしたか、1979年6月22日（45歳） - ）ボケ担当

神奈川県出身。A型。
解散後は2008年1月6日から2009年2月6日まで、元オレンジジュースの前田武伸とのコンビ「オレンジシャンプー」として活動した。
- 池上 貴彦（いけがみ たかひこ、1985年2月26日（40歳） - ）ツッコミ担当

長野県出身。AB型。
実姉の池上那穂子はスクールJCA12期生であり、女性お笑いコンビ「オンザライス」としてプロダクション人力舎で活動していた。
解散後は、芸能界を引退。

## 概要
共にスクールJCA13期生で、2004年に結成。13期生でJCAプロモーションへ昇格した芸人の中ではワンスター、ベランダスモークらと共に有望株とされたうちの一組だったが、2007年10月29日に解散。
2007年から2008年にかけ、さとうゆうすけ（ラムシャンプー脱退後に加入）、男子（現在は本田兄妹に改名）、ワンスター（うしろシティの阿諏訪大義が以前組んでいたコンビ）らと共に「環七BABY!!!」というコントユニットを組んで活動していた。

## 出演

### テレビ
- エンタの神様（日本テレビ）- 2007年9月8日初出演[1]、キャッチフレーズは「POPな漫画組」[2]。

### ライブ
環七BABY!!!
- 初ライブ「ピクニックサイダー」（2007年2月23日 - 2月25日、千本桜ホール）
- 第2回公演「サンサンサンデー」（2007年7月7日 - 7月8日、シアターブラッツ）